# بيرس ديكسون
بيرس ديكسون (بالإنجليزية: Piers Dixon)‏ هو سياسي بريطاني، ولد في 29 ديسمبر 1928، وتوفي في 25 مارس 2017. حزبياً، نشط في حزب المحافظين. في الانتخابات العامة في المملكة المتحدة 1970، انتخب عضو البرلمان الخامس والأربعون للمملكة المتحدة عن دائرة Truro (UK Parliament constituency) ‏ (18 يونيو 1970 – 8 فبراير 1974) وفي الانتخابات العامة في المملكة المتحدة فبراير 1974 ‏، انتخب عضو البرلمان السادس والأربعون للمملكة المتحدة عن دائرة Truro (UK Parliament constituency) ‏ خلال فترته النيابية ‏ (28 فبراير 1974 – 20 سبتمبر 1974).